# Fokker E.II
El Fokker E.II va ser la segona variant de l'avió de combat monoplà d'un sol seient, Fokker Eindecker alemany de la Primera Guerra Mundial. El «E.II» va ser essencialment un Fokker E.I amb el motor rotatiu de 9 cilindres Oberursel UI de 75 kW (100 CV), una còpia propera de la rotativa Gnôme Monosoupape francesa de la mateixa potència de sortida, en lloc dels 60 kW (80 CV) de l'E.I. Oberursel O.0, però mentre que el «E.I» era simplement un M.5K amb una metralladora de 7,92 mm cargolada, l'E.II va ser dissenyat amb el sistema d'armes integrat amb el seu fuselatge.

## Disseny i desenvolupament

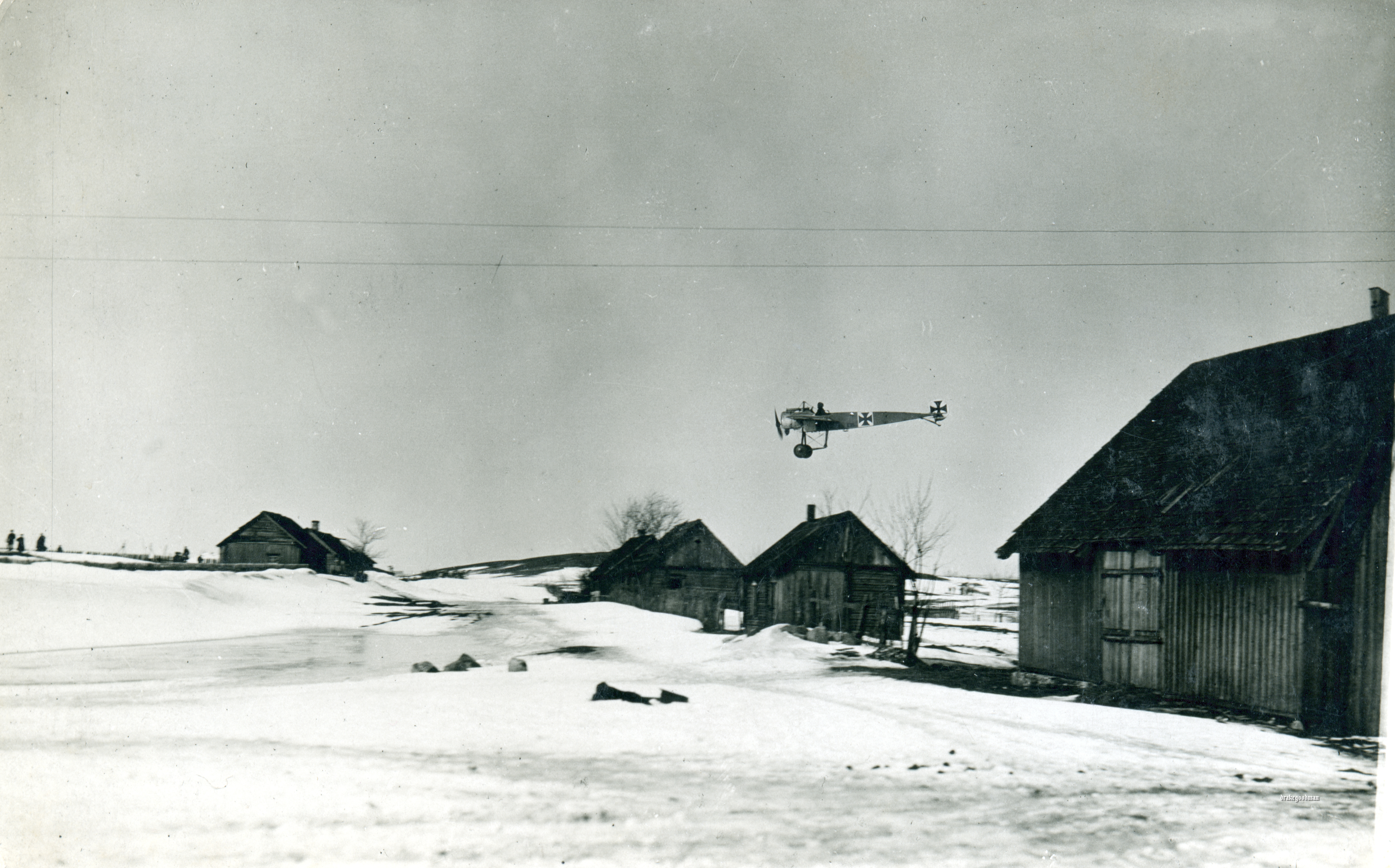
Fokker E.II / 35 de Feldflieger Abteilung 14 es prepara per aterrar en el Front Oriental

El 13 de juny de 1915, Anthony Fokker va mostrar el primer E.II a una audiència de comandants alemanys, inclòs el príncep hereu Guillem d'Alemanya, en un camp d'aviació del Cinquè Exèrcit alemany. Els dies 23 i 24 de juny va fer una demostració de l'avió a Douai davant el Sisè Exèrcit alemany. Va ser durant aquestes demostracions, una setmana abans que es produís la primera mort en un avió tipus Eindecker, que el mateix Fokker va intentar atacar un avió enemic però no va poder trobar un objectiu.
La principal diferència entre els tipus va ser una reducció en l'envergadura en el «E.II», destinat a augmentar la velocitat, però el rendiment en el maneig i l'escalada van disminuir. Per tant, el tipus va ser reemplaçat ràpidament pel Fokker E.III. El «E.II» també tenia una capacitat de combustible major de 90 litres per subministrar el consum de combustible de 54 litres/hora del motor usat d'Oberursel, en comparació de la capacitat de 69 litres de la E.I per alimentar el seu U.0 anterior, rotatiu, que consumia 37 litres/hora de combustible. Igual que amb el quintet M.5K / MG del prototip de producció Eindeckers, al pilot se li va proporcionar un suport per al cap per ajudar-ho a resistir el corrent d'aire quan havia d'aixecar-la per usar les mires de l'arma.

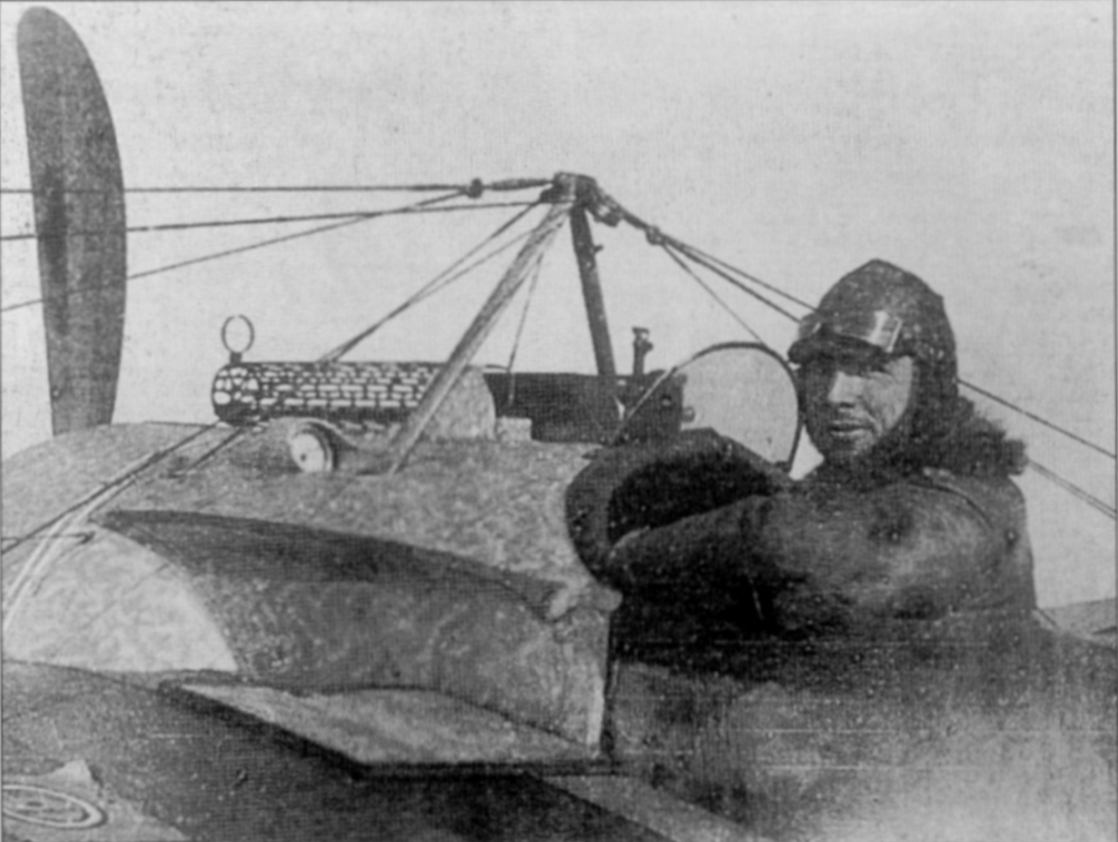
El Fokker E.II de Max Immelmann a finals d'octubre de 1915, mostra la forma inicial de la superfície del sofit que requeria el motor rotatori de nou cilindres d'Oberursel UI més gran i la caputxa de major diàmetre

El major pes del motor rotatiu Oberursel UI de 75 kW (100 CV) utilitzat per alimentar el «E.II» requeria una estructura del fuselatge posterior una mica més allargada, en comparació de la versió «E.I» per aconseguir un equilibri adequat i el diàmetre major del motor UI requeria una coberta superior de "ferradura" de ràdio més gran per tancar-la. La plataforma superior d'alumini del nas es va elevar-hi juntament, la qual cosa va donar lloc al fet que havien d'instal·lar-se «sofits» de metall on la plataforma superior es trobava amb els travessers superiors, amb tubs de metall estructural als extrems davanters dels travessers superiors immediatament darrere del tallafocs per suportar els "sofits" i els costats del panell del nas superior elevat. Aquest format es va continuar amb el «E.III».
El «E.II» es va fabricar en paral·lel amb el «E.I» i l'elecció de si un fuselatge es va convertir en un E.I o E.II depenia de la disponibilitat dels motors. En total, les xifres de producció de Fokker indiquen que es van fabricar 49 E.II i 45 d'aquests es van lliurar al front occidental Fliegertruppe al desembre de 1915, Luftstreitkräfte a partir d'octubre de 1916, moment en el qual la producció va canviar a la variant principal d'Eindecker, el Fokker E.III, que va utilitzar el mateix motor Oberursel UI de 75 kW (100 CV). Alguns E.II en producció es van completar quan els E.III i nombrosos E.II retornats a la fàbrica de Fokker per a la seva reparació es van actualitzar a l'especificació E.III.

## Operadors
Imperi alemany

## Especificacions (E.II)

### Característiques generals
- Tripulació: 1
- Longitud: 7.2 m (23 peus 7 pulg.)
- Envergadura: 9.7 m (31 peus 10 polzades)
- Altura: 2.8 m (9 peus 2 pulg.)
- Àrea d'ala: 16 m 2 (170 peus quadrats)
- Pes en buit: 340 kg (750 lb)
- Pes brut: 500 kg (1,102 lb)
- Central elèctrica: 1 × Oberursel UI 9-cyl. Motor rotatiu refrigerat per aire, 75 kW (101 CV)

### Actuació
Velocitat màxima: 140 km / h (87 mph; 76 kn)

### Armament
- Armes: 1 × metralladora de 7.92 mm (.312 in) Maschinengewehr 08. Metralladora cap endavant